# Seznam olympijských medailistek v jachtingu
Toto je seznam olympijských medailistek ve jachtingu na letních olympijských hrách.

## Třída RS–X
| Rok      | Zlato                              | Stříbro                              | Bronz                                   |
| -------- | ---------------------------------- | ------------------------------------ | --------------------------------------- |
| LOH 2008 | Yin Jian · Čína (CHN)              | Alessandra Sensiniová · Itálie (ITA) | Bryony Shawová · Velká Británie (GBR)   |
| LOH 2012 | Marina Alabauová · Španělsko (ESP) | Tuuli Petäjäová · Finsko (FIN)       | Zofia Nocetiová-Klepacká · Polsko (POL) |
| LOH 2016 | Charline Piconová · Francie (FRA)  | Chen Peinaová · Čína (CHN)           | Stefanija Elfutinová · Rusko (RUS)      |
| LOH 2020 | Lu Yunxiu · Čína (CHN)             | Charline Piconová · Francie (FRA)    | Emma Wilsonová · Velká Británie (GBR)   |

## Třída Laser Radial
| Rok      | Zlato                                              | Stříbro                                 | Bronz                                   |
| -------- | -------------------------------------------------- | --------------------------------------- | --------------------------------------- |
| LOH 2008 | Anna Tunnicliffeová · Spojené státy americké (USA) | Gintare Volungevičiuteová · Litva (LTU) | Xu Lijia · Čína (CHN)                   |
| LOH 2012 | Xu Lijia · Čína (CHN)                              | Marit Bouwmeesterová · Nizozemsko (NED) | Evi van Ackerová · Belgie (BEL)         |
| LOH 2016 | Marit Bouwmeesterová · Nizozemsko (NED)            | Annalise Murphyová · Irsko (IRL)        | Anne-Marie Rindomová · Dánsko (DEN)     |
| LOH 2020 | Anne-Marie Rindomová · Dánsko (DEN)                | Josefin Olssonová · Švédsko (SWE)       | Marit Bouwmeesterová · Nizozemsko (NED) |

## Třída 470
| Rok      | Zlato                                      | Stříbro                                         | Bronz                                           |
| -------- | ------------------------------------------ | ----------------------------------------------- | ----------------------------------------------- |
| LOH 1988 | Allison Jolly · Lynne Jewell (USA)         | Marit Söderström · Birgitta Bengtsson (SWE)     | Larisa Moskalenko · Iryna Chunykhovska (URS)    |
| LOH 1992 | Patricia Guerra · Theresa Zabell (ESP)     | Leslie Egnot · Jan Shearer (NZL)                | J. J. Isler · Pamela Healy (USA)                |
| LOH 1996 | Begoña Vía-Dufresne · Theresa Zabell (ESP) | Yumiko Shige · Alicia Kinoshita (JPN)           | Olena Pacholčyková · Ruslana Taranová (UKR)     |
| LOH 2000 | Jenny Armstrong · Belinda Stowell (AUS)    | J. J. Isler · Sarah Glaser (USA)                | Olena Pacholčyková · Ruslana Taranová (UKR)     |
| LOH 2004 | Sofia Bekatoruová · Aimilia Tsoulfa (GRE)  | Natalia Vía Dufresne · Sandra Azón (ESP)        | Therese Torgersson · Vendela Zachrisson (SWE)   |
| LOH 2008 | Elise Rechichi · Tessa Parkinson (AUS)     | Marcelien de Koning · Lobke Berkhout (NED)      | Fernanda Oliveira · Isabel Swan (BRA)           |
| LOH 2012 | Jo Aleh · Olivia Powrie (NZL)              | Hannah Millsová · Saskia Clark (GBR)            | Lisa Westerhof · Lobke Berkhout (NED)           |
| LOH 2016 | Hannah Millsová · Saskia Clarková (GBR)    | Jo Alehová · Olivia Powrieová (NZL)             | Camille Lecointreová · Hélène Defranceová (FRA) |
| LOH 2020 | Hannah Millsová · Eilidh McIntyreová (GBR) | Agnieszka Skrzypulecová · Jolanta Ogarová (POL) | Camille Lecointreová · Aloïse Retornazová (FRA) |

## Třída 49erFX
| Rok      | Zlato                                    | Stříbro                                | Bronz                                                  |
| -------- | ---------------------------------------- | -------------------------------------- | ------------------------------------------------------ |
| LOH 2016 | Martine Graelová · Kahena Kunzeová (BRA) | Alex Maloneyová · Molly Meechová (NZL) | Jena Mai Hansenová · Katja Salskovová-Iversenová (DEN) |
| LOH 2020 | Martine Graelová · Kahena Kunzeová (BRA) | Tina Lutzová · Susann Beuckeová (GER)  | Annemiek Bekkeringová · Annette Duetzová (NED)         |